# Plaza de toros de Condrette
La plaza de toros de Condrette o plaza de toros de Mugron es una plaza de toros situada en Mugron en Nueva Aquitania, en Francia. Se emplea para las corridas landesas y las corridas de toros.

## Historia
La plaza de toros de Condrette data de 1910, con corrida inaugural en agosto de 1911 con motivo de las fiestas patronales. Con anterioridad a la construcción de la plaza las corridas landesas se llevaban a cabo en plazas de toros en madera, que hasta 1906 habían sido desmontables. La construcción de la plaza fue propiciada por André Mouneu, vecino de Mugron. En 1956 tuvo lugar la primera novillada en este ruedo.
En Semana Santa tiene lugar la jornada de pascua taurina con novillada sin picadores organizada por la Peña Taurina Mugronnaise. También hay corridas habitualmente en agosto y  también se llevan a cabo corridas landesas. Entre los toreros que han tomado la alternativa en la plaza de toros de Condrette señalar a David Galán (2010), Thomas Dufau (2009), o el palois Dorian Canton (2018).
La zona de las Landas donde se encuentra la plaza de toros de Condrette está considerada la zona del mundo donde existe una mayor concentración de plazas de toros, con 133 plazas de toros permanentes. Mugron es parte de la Unión de Ciudades Taurinas de Francia.

## Descripción
La plaza de toros de Condrette tiene una capacidad de 2 500 espectadores, incluidos 500 cubiertos. Está construida en piedra de Murgon y de Angulema y las gradas en hormigón armado. Tiene una inusual forma de herradura. 

## Galería

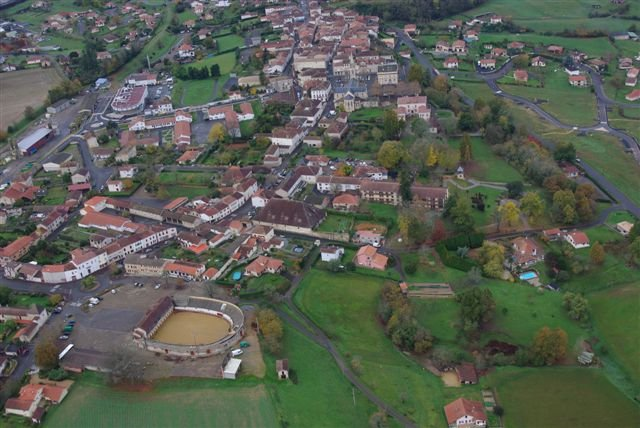
Vista aérea de Mugron y la plaza de toros.
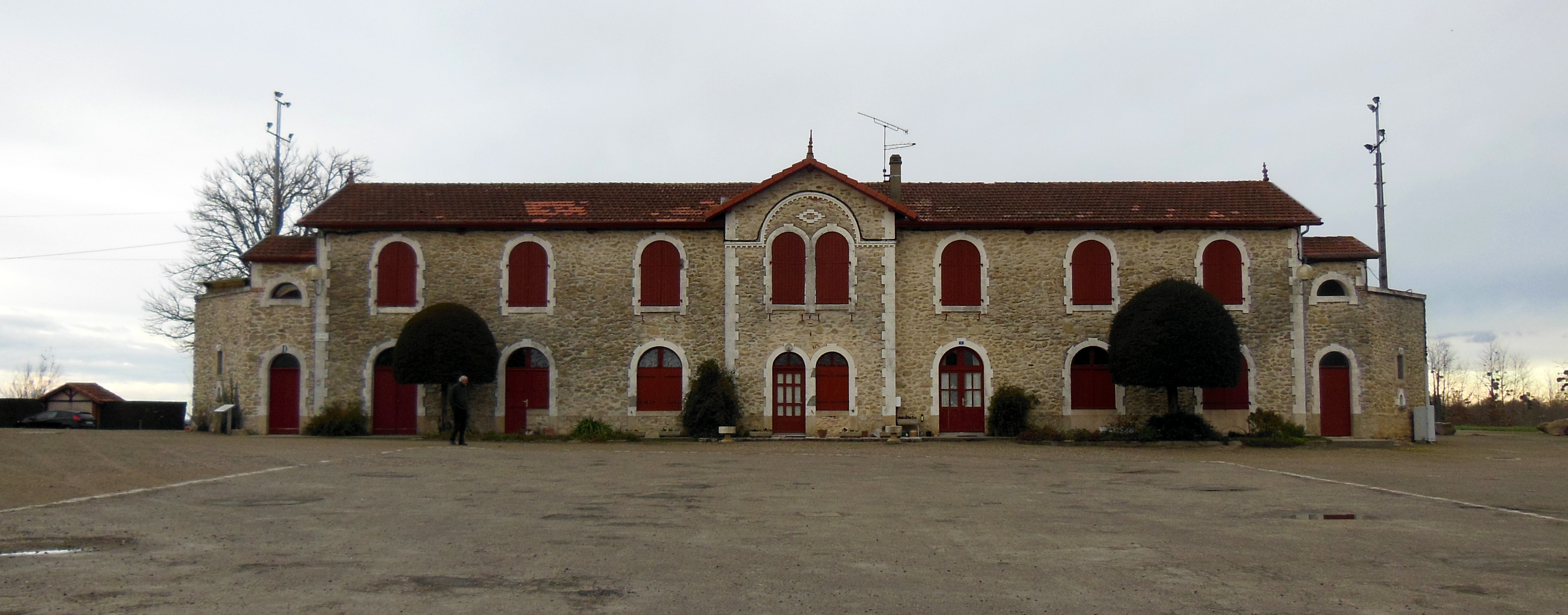
Fachada de la plaza de toros.
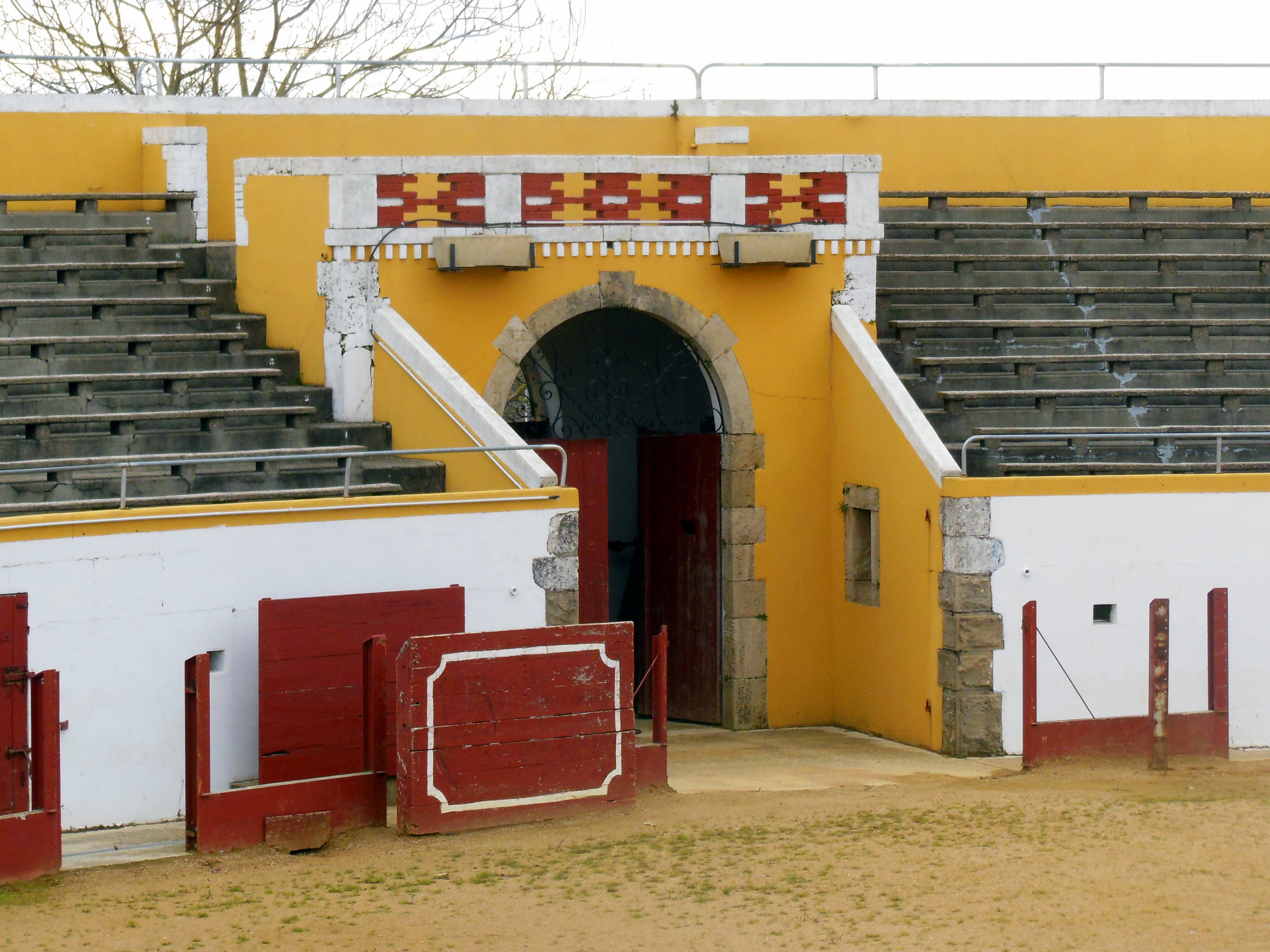
Entrada principal
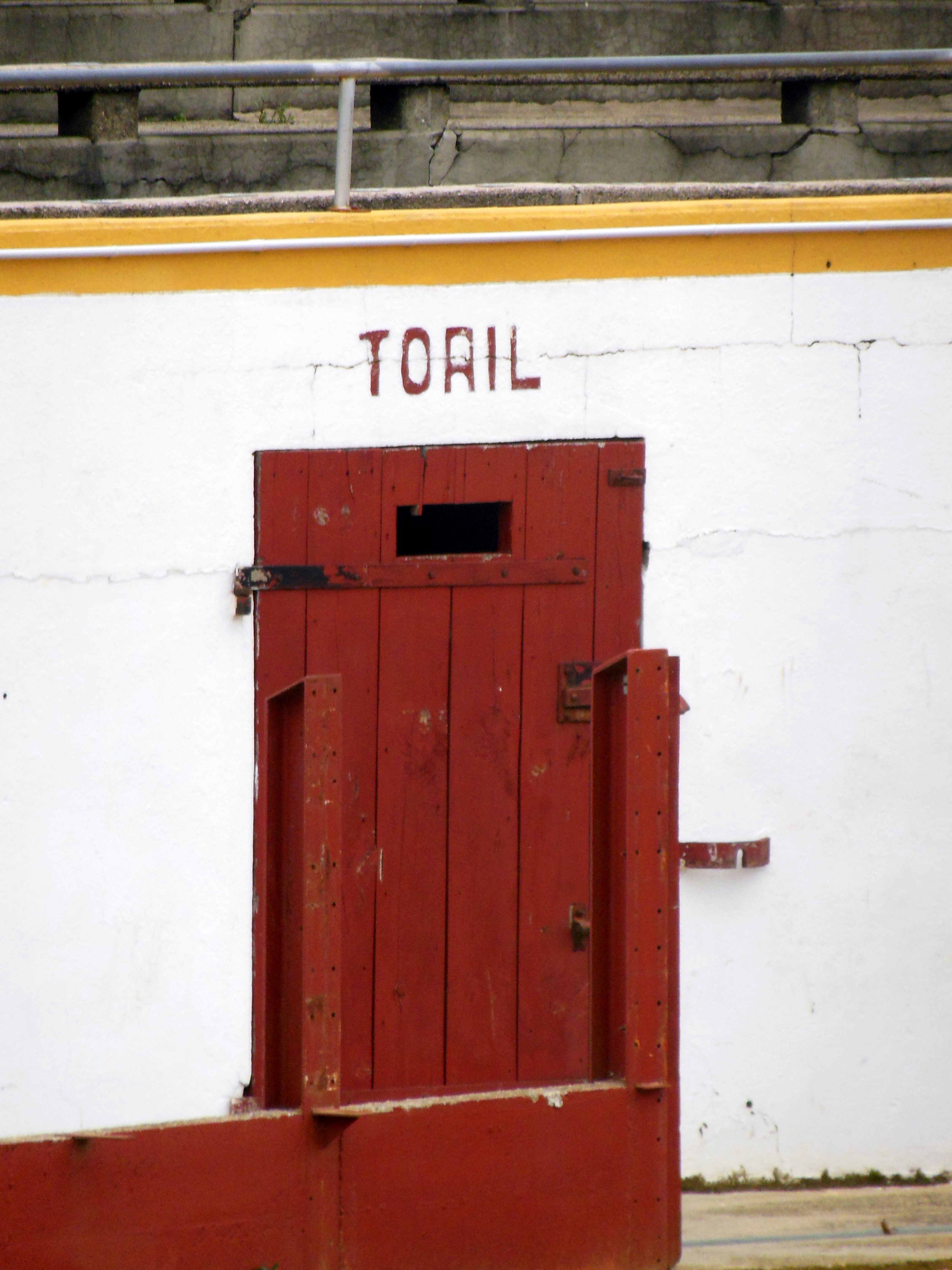
Toril
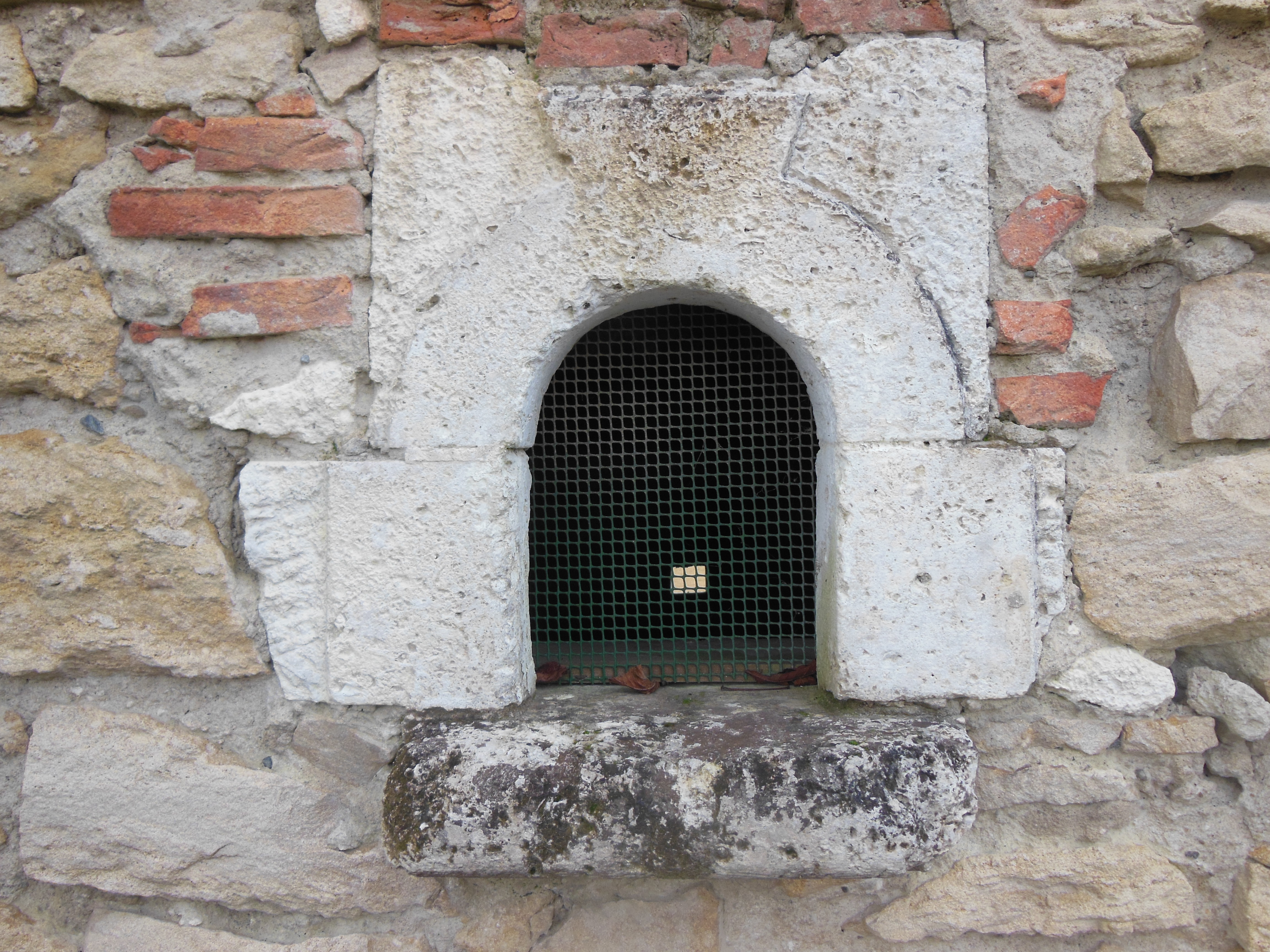
Taquillas.
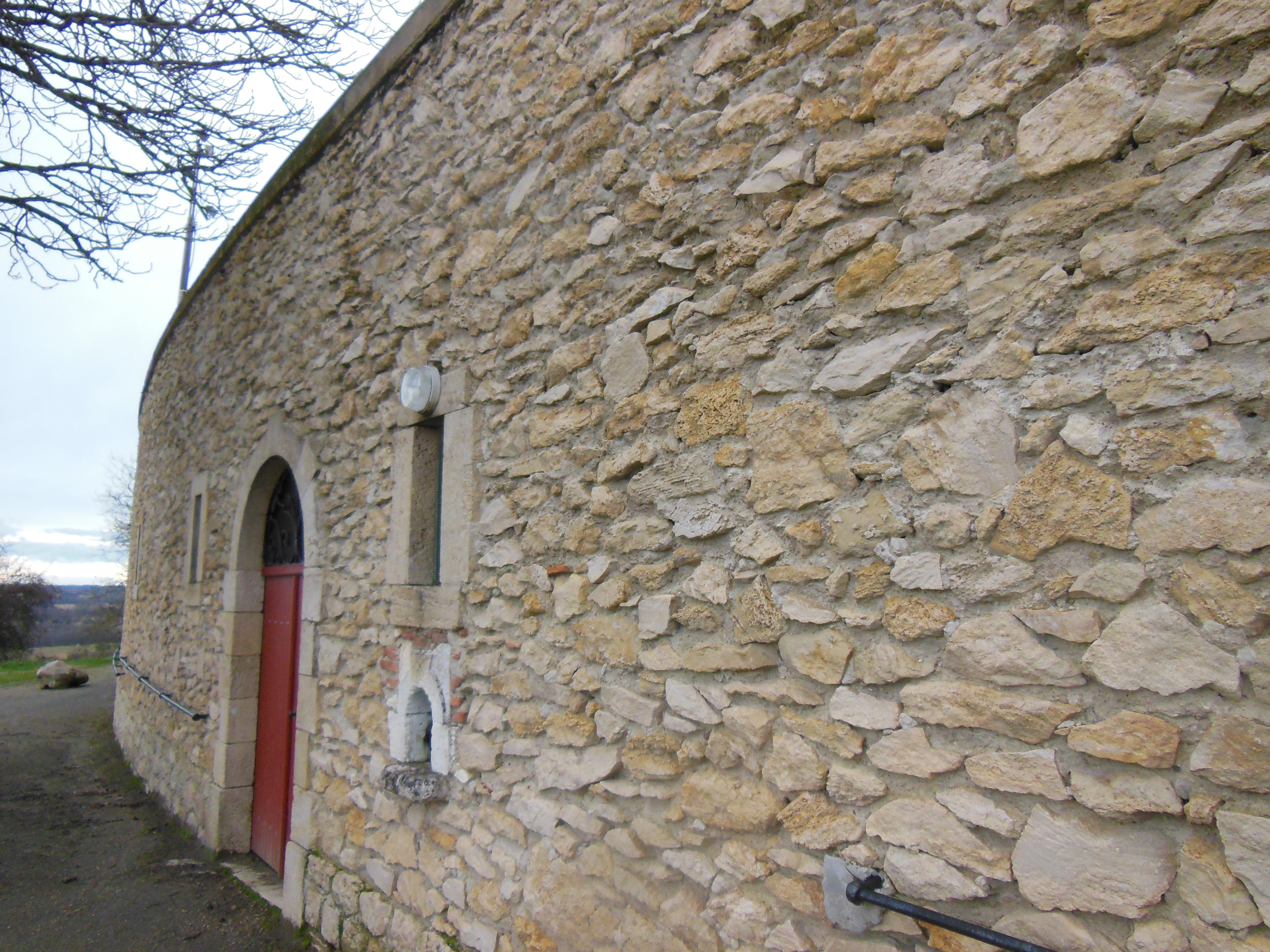
Exterior de la plaza de toros.